# Panay (Capiz)
Panay (Bayan ng Panay) är en kommun i Filippinerna. Kommunen ligger på ön Panay, och tillhör provinsen Capiz. Folkmängden uppgår till 40 599 invånare.

## Barangayer
Panay är indelat i 42 barangayer.
| - Agbalo - Agbanban - Agojo - Anhawon - Bagacay - Bago Chiquito - Bago Grande - Bahit - Bantique - Bato - Binangig - Binantuan - Bonga - Buntod | - Butacal - Cabugao Este - Cabugao Oeste - Calapawan - Calitan - Candual - Cogon - Daga - Ilamnay - Jamul-awon - Lanipga - Lat-asan - Libon - Linao | - Linateran - Lomboy - Lus-onan - Magubilan - Navitas - Pawa - Pili - Poblacion Ilawod - Poblacion Ilaya - Poblacion Tabuc - Talasa - Tanza Norte - Tanza Sur - Tico |